# Discovery Familia
Discovery Familia, antes llamado Discovery Kids en Español, es un canal de televisión por suscripción propiedad de Warner Bros. Discovery. Este canal emite programas educativos, orientado a la familia estadounidense en idioma español, pero pueden acceder vía satélite, todos los países de habla hispana.
En los Estados Unidos, Discovery Familia presenta los mejores programas de los canales Discovery Kids en Español y Travel and Living Channel. El canal transmite durante el día un bloque de programación infantil con programas galardonados de Discovery Kids en Español, y durante la noche ofrece una programación de calidad para toda la familia. El canal fue lanzado en agosto de 2007, y llega a más de un millón de hogares en todo Estados Unidos.